# Canarium (slak)
Canarium is een geslacht van weekdieren uit de klasse van de Gastropoda (slakken).

## Soorten
- Canarium betuleti (Kronenberg, 1991)
- Canarium erythrinum (Dillwyn, 1817)
- Canarium fusiforme (G. B. Sowerby II, 1842)
- Canarium hellii (Kiener, 1843)
- Canarium klineorum (Abbott, 1960)
- Canarium labiatum (Röding, 1798)
- Canarium maculatum (G. B. Sowerby II, 1842)
- Canarium microurceus Kira, 1959
- Canarium mutabile (Swainson, 1821)
- Canarium ochroglottis (Abbott, 1960)
- Canarium olydium (Duclos, 1844)
- Canarium rugosum (G. B. Sowerby I, 1825)
- Canarium scalariforme (Duclos, 1833)
- Canarium urceus (Linnaeus, 1758)
- Canarium wilsonorum (Abbott, 1967)